# 2011年葉門反政府示威
2011年葉門反政府示威是2011年1月開始在葉門爆發的一系列反政府示威。1月中旬，葉門民眾開始在首都沙那街頭展開反政府示威，最初的抗议是针对失业，经济状况和腐败行为，以及建议修改国家宪法等进行政治改革。
示威升级后，1月27日，超過16,000名葉門反政府示威者，聚集在沙那街頭，要求已經在位32年的總統阿里·阿卜杜拉·薩利赫（Ali Abdullah Saleh）下台。
2011年11月23日，萨利赫在沙特阿拉伯首都利雅得的皇宫签署由海合会和联合国斡旋下达成的协议辞去总统之职，正式结束他33年的总统生涯。

## 发生背景

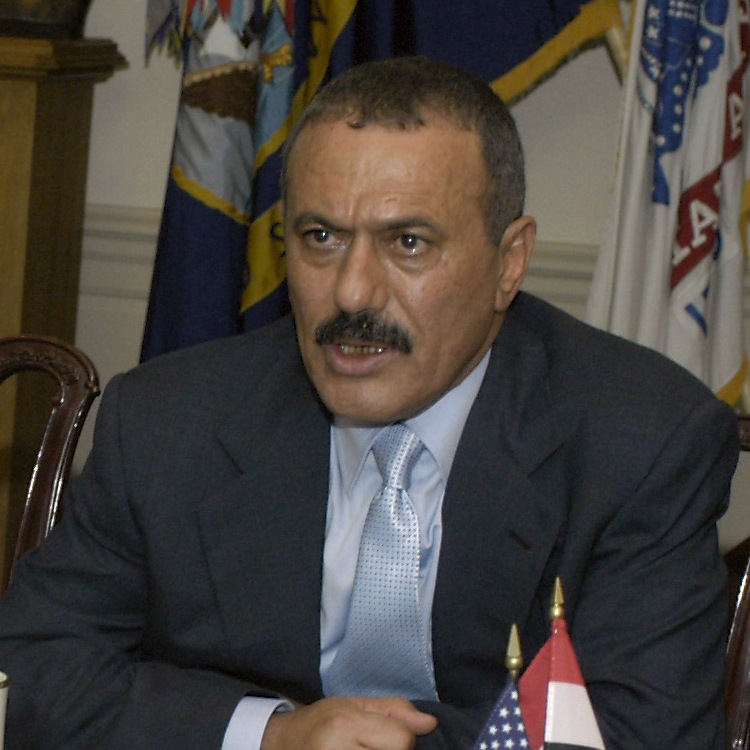
Ali Abdullah Saleh 1978年到1990年任北也门总统，从1990年任也门总统一直持续到现在

也门在阿拉伯世界中的人类发展指数位居第四低，前面三个是苏丹，吉布提和毛利塔尼亚。依据2010年透明国际的腐败指数得知，也门位居第146名，是个腐败现象很严重的国家。2010年在最失败的国家名单中也门列第15位。
也门南部存在着基地组织阿拉伯分支，政府军与该组织的冲突一直存在：拉登家族位于南也门 并希望能重建南也门，因此南部存在分离主义运动。此外，该国北部也存在一些什叶派反叛势力，他们也希望获得独立。
萨利赫任也门总统已经超过30年，有许多人认为他未来会把位子传给他的儿子Ahmed Saleh。
大约也门一半的人口生活在每天消费两美圆以下的生活水平，三分之一的也门人长期面临饥饿状态。
2009年2月也门执政党全国人民大会党与反对党达成了一些政治改革的共识: 促使总统制向议会民主制进行转变，中央政府下放一些权力给地方政府。不过这次对话除了使得也门国会议员的权力获得增加外，没有任何其他方面的变革。
2011年1月，也门国会通過憲法修正案，取消總統只能擔任2個任期、每個任期7年的條款，將總統任期改為5年，且總統有權提名自己無限期連任，这就使得薩利赫有可能成為終身總統。

## 2011年主要进展

### 2-5月
2月2日，總統沙雷宣布不會尋求新的任期，也不會傳位給他的兒子。
3月18日，在也门首都萨那举行的示威活动遭到不明身份枪手的袭击，造成至少45人死亡，270人受伤。也门总统萨利赫随后宣布全国进入紧急状态。也门反对派表示，在发生流血事件后无法再与政府进行对话。反对派联盟领导人亚辛称此事为“犯罪行为”，并表示强烈谴责。他再次呼吁总统萨利赫下台。
3月20日，也门驻联合国大使辞职，抗议当局对示威者使用暴力。
3月27日，也门总统萨利赫表示，他自己并不会眷念权位，他希望能把权力和平地转交给人民；他指出，只有通过修补裂痕并开始政治对话才能避免国家陷入内战。

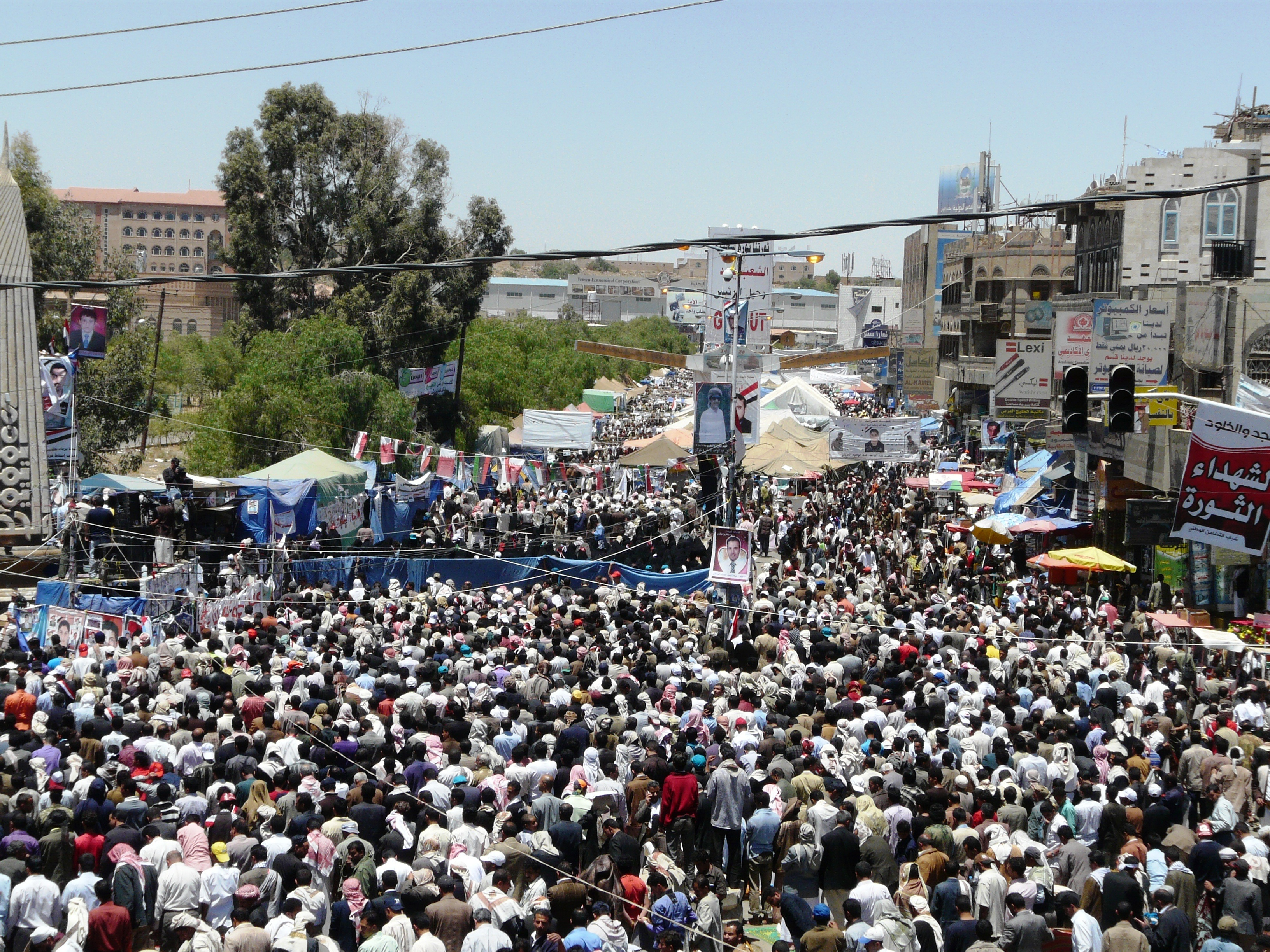
2011年4月4日首都举行的大规模示威活动

4月23日，迫于国内反政府示威的压力，也门总统萨利赫同意接受海湾阿拉伯国家合作委员会的调停方案，将在30日内辞去总统职务。方案内容主要有：萨利赫应于30天内宣布辞职，并将权力移交给副总统；成立具有广泛代表性的联合政府；豁免萨利赫和他的家人；要求反对派停止抗议活动并加入萨利赫所在的政党同盟；临时总统和联合政府在60天内举行总统选举等。最初反对派拒绝这个方案，后来才同意。预期该协议将于5月2日生效。然而后来，萨利赫本人拒绝签署该协议，反对派也拒绝了由政府高官作为代表签署协议的提议，于是导致协议被毁。

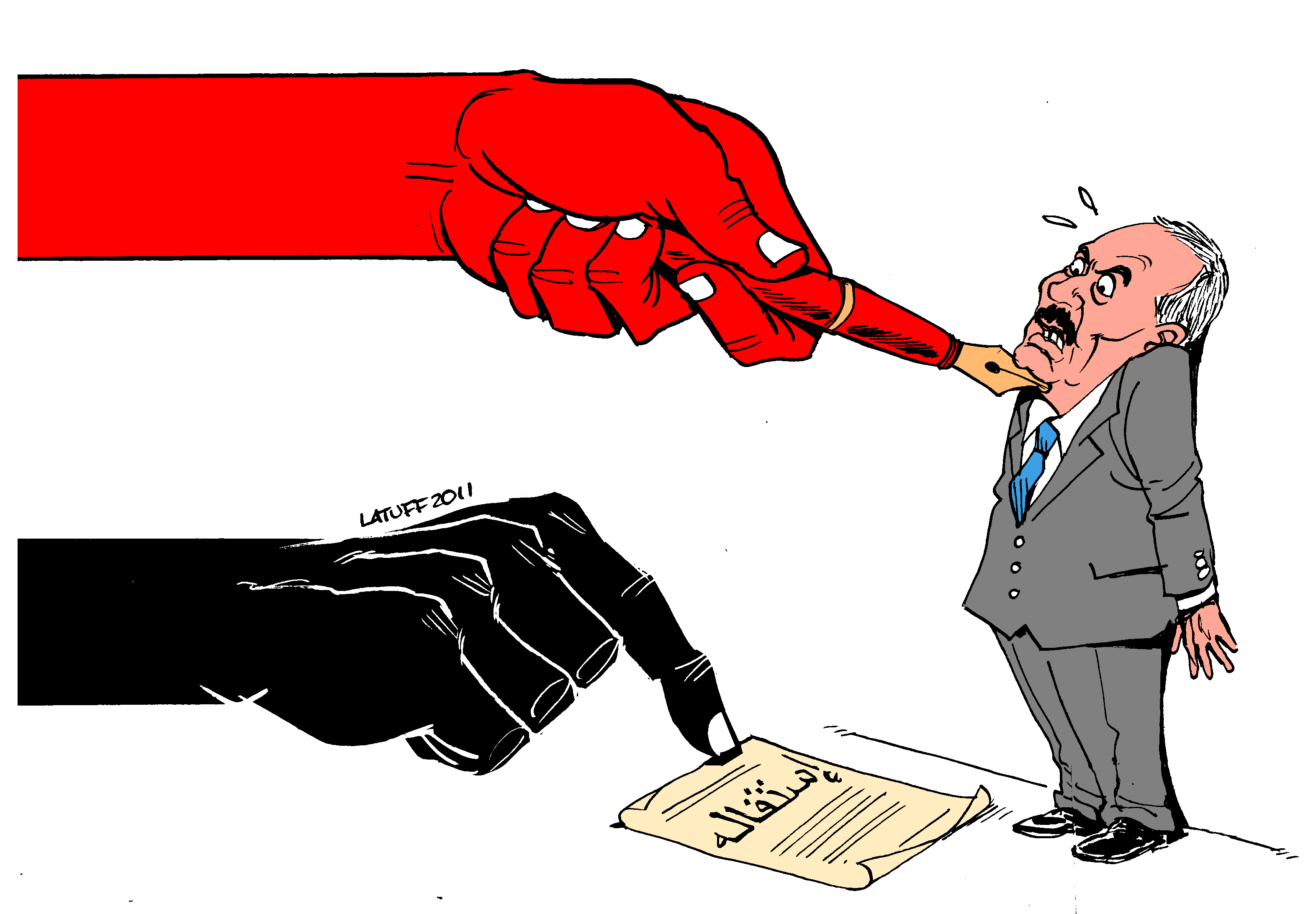
也门示威者要求萨利赫签字走人的漫画

5月22日，萨利赫本人再次拒绝签署由海合会参与调停的协议方案，理由为“他不会签署一份以‘阴谋和政变’为目的的协议，因为那样会导致也门境内大量地区，特别是南部省份被以基地组织为首的恐怖主义势力占据，这将损害也门人民的利益”，导致海合会终止了参与调停也门冲突的工作。
5月23日，以萨迪克·艾哈迈尔(Sadiq al-Ahmar)为首领的“哈希德”(Hashid)部落联盟(也门最有影响力的一个部落)宣布支持反对派，其部落武装开始在首都与政府军展开交战。
5月26日，总统萨利赫下令以叛国和组织武装叛乱等罪名逮捕反对派领导人萨迪克·艾哈迈尔。
5月29日，经过数日的激烈冲突，反政府部族势力和政府军达成临时停火协议，协议内容为部族势力从已经占领的政府大楼里撤退以及恢复首都萨那的社会秩序等。
5月31日，政府军与部落武装打破之前的停火协议重新交火，双方相互指责对方破坏停火协议，以致将也门拖入内战。

### 6-8月
6月3日，也门总统府内一座清真寺遭到炮击造成也门总理和议会发言人受伤。在萨那街头持续多日的激烈巷战，已造成至少135人死亡。
同日，美国白宫发表声明，强烈谴责也门3日包括也门总统府遭炮击及也门各地发生的暴力事件。声明呼吁各方立即停止敌对行动，根据海合会的调解协议进行“有序、和平”的政治权力过渡。美国政府坚持要萨利赫立即签字下台作为最佳解决途径，以避免也门陷入大规模的内战，因为这会让“基地”组织阿拉伯半岛分支趁机扩大地盘并制造更多麻烦；同时美国担心也门动荡局势会蔓延到其邻国沙特，扰乱沙特政局及石油出口。据美国媒体报道，美国政府正在考虑通过推动联合国决议及制裁逼迫萨利赫早日下台。
6月4日晚，因炮击受伤的萨利赫乘飞机到沙烏地阿拉伯首都利雅得接受治疗。
6月9日，政府军与部落武装5日在首都的交战已经至少造成41人死亡。
6月9日，《纽约时报》引述美国官员说，美国数周来不断在也门进行了空袭，旨在防止与基地组织有联系的南部激进分子夺取政权。
6月10日，因害怕遭到屠杀，一千多名叙利亚人逃到了土耳其境内的亚拉达吉营地，许多人暂时在边境地区安置下来，等待时机越境。
8月29日晚，身在沙特的萨利赫通过也门国家电视台发表录音讲话，要求执政党尽快与反对派、海合会、美国和欧盟等各方就实施海合会调解协议进行对话，并准备选举新总统。
8月30日，也门国防部表示，过去3个月内政府军在南部阿比扬省打死了300多名“基地组织”武装分子。

### 9-12月
9月3日，也门反对党联盟要求萨利赫立即交权，否则他们将不再接受海合会协议。反对党联盟还认为应取消海合会协议中的“萨利赫及其家人享有豁免权”的条款。
9月4日，数十万名民众在首都萨那的变革广场和第六十大街进行了大型的示威游行，以及包括塔伊兹、荷台达、哈贾、伊卜、阿姆朗等省份都发生了大规模的示威游行，要求萨利赫立即下台，成为近期也门发生的规模最大的抗议活动。民众表示将以和平方式升级示威活动，宣布加入反政府阵营的第一装甲师的士兵保卫了这次游行。这是反对党联盟3日表示的将进一步向萨利赫施压的表现。
9月20日之前的数天内，示威者多次与政府安全部队发生暴力冲突，导致包括儿童和记者在内的50多人死亡，上百人受伤。
9月25日，已于23日回国的萨利赫发表了归国后的第一次电视讲话，他表示希望反对派跟政府进行和平的对话，通过进行议会选举和提前举行总统大选的方式来实现和平交接权力；他自己也愿意接受海合会的调解方案，即在总统大选前把总统权力移交给副总统。
10月8日，萨利赫发表电视讲话说：“我拒绝权力，并将在未来数天内放弃权力。”他同时要求其支持者应对可能出现的任何挑战。
10月19日，萨利赫在首都召开的执政党高官会议上说：“我准备好签字（即海合会的调解协议），不过，为实施这一协议提供保证吧”，“首先，海湾国家需要保证，然后是欧洲，第三是美国”，“这三项保证必须与这一协议捆绑在一起。”美国国务院发言人马克·托纳对此说：“我们认为不需要进一步保证”，“我们将敦促萨利赫总统履行承诺，签署海合会协议，在协议框架下于今年年底前安排总统选举。”
10月21日，联合国安理会一致通过决议：强烈谴责也门当局继续侵犯人权，对和平抗议者过度使用暴力，并强调应追究所有实行暴力及侵犯和践踏人权者的责任；呼吁也门所有各方以海湾合作委员会的倡议为基础，萨利赫应立即进行和平的政治权力交接。
10月24日，萨利赫对联合国安理会关于也门局势问题的2014号决议做出积极回应称，他所在的执政党全国人民大会党将尽快与反对派就制定该决议的贯彻机制展开对话。
10月25日，也门官方表示，也门政府与艾哈迈尔领导的反对派军队达成双方在首都萨那的停火协议，协议旨在实现“确保首都、人民及其财产安全，带来安宁……的目标”，该协议当日生效。
11月17日，也门国防部在其网站表示：总统萨利赫当天签发总统令，撤销包括前西部荷台达省空军指挥官、北部萨达省军事基地指挥官和南部阿比扬省第25机械旅指挥官等在内的10名倒戈军队将领的职务（这10人于2011年3月宣布加入反政府阵营），并任命了新的指挥官和参谋长。
11月18日，也门700名官兵加入反政府势力。
11月19日，萨利赫当晚在视察共和国卫队时表示他辞职后将把权力移交给军方，他说“为了国家的利益，我准备作出牺牲—辞职，把权力移交给军方。我辞职后，你们仍会在总统府，因为国家由军队管理，你们是国家的保证，是国家安全的阀门。”
11月23日，萨利赫在沙特阿拉伯首都利雅得的皇宫签署由海合会和联合国斡旋下达成的协议辞去总统之职，正式结束他33年的总统生涯，也门副总统阿卜杜·拉布·曼苏尔·哈迪开始代理总统职务直至选出新总统。签字现场有也门反对派成员、沙特国王和海湾国家的外交官。据统计自爆发示威至今已有至少500名示威者被打死，部落武装与政府军的交战也造成1000多人的死亡。联合国秘书长潘基文在纽约联合国总部对记者表示萨利赫将会到纽约接受治疗。
11月25日，数万名反政府示威者在首都游行集会，并跪地祈祷要求审判萨利赫；与此同时也有与近万名萨利赫的支持者在首都集会游行。
11月27日，萨利赫宣布赦免今年1月示威爆发以来的所有犯罪者，但参与6月3日首都萨那总统府爆炸案的组织或个人除外。同一天，副总统（代总统）哈迪任命反对派“全国委员会”主席穆罕默德·萨利姆·巴桑杜为新总理，以负责组建由反对派领导的新政府。
12月1日，支持萨利赫的部队和反对派部族武装在也门第二大城市塔伊兹爆发流血冲突，已造成5人死亡，20人受伤。
12月2日，在南部塔伊兹省省会塔伊兹市政府军继续与当地的反对派部落武装爆发冲突，造成至少10人死亡，42人受伤。
12月4日，副总统哈迪签发国令宣布成立全国军事委员会，委员会有15名成员，哈迪担任委员会主席，其余14人是来自执政党和反对党联盟的各7名官员，其中包括在即将组建的新政府中担任国防部长和内政部长的官员等。此举是根据海合会协议在过渡期内监管所有军事、安全事务，以实现国家的安全和稳定。
12月7日，副总统哈迪发布国令宣布成立过渡性的由34位部长组成的民族团结政府。执政的全国人民大会党与反对党平分这34个职位：国防部、外交部、石油和矿业部，通讯和信息技术部，宗教基金和宗教指导部等部长由全国人民大会党成员担任；内政部、财政部、国际计划和合作部、司法部、新闻部等部长由反对党联盟的成员担任。

## 2012年主要进展
1月8日，也门政府批准了针对萨利赫的豁免法。
1月21日，也门议会通过了给予总统萨利赫豁免权的法令，该法令给予萨利赫“完全的”豁免权，也给予萨利赫的助手部分免予法律诉讼的保护措施。
1月22日，萨利赫离开首都萨那前往美国接受治疗，美国国务院当天证实了该消息。

## 国内反应

### 执政党成员和官员的辞职
- 也门国会财经委员会主任-Fathi Tawfiq Abdulrahim[66]
- 文化部副部长-Sam Yahya Al-Ahmar[66]
- 青年和体育部副部长-Hashid Abdullah al-Ahmar[66]
- 贝达省-MP Ali Al-Imrani[66]
- 商人-Nabil Al-Khameri[66]
- 旅游部-Nabil Hasan al-Faqih,退出职位和执政党[67][68]
- 执政党外事委员会主任兼总理建言人-H.E Dr. Mohammed Abdul Majeed Qubaty[67][68]
- 文化部部长与磋商议会(Shura)议员-Abdulwahab al-Rawhani[67][69]
- 驻俄罗斯大使-Mohammed Saleh Ahmed Al-Helali[67]
- 执政党中央委员会成员-Jalal Faqira，萨那大学政治科学部主任[67]
- 内阁助理秘书-Mohammad Sewar[68][70]
- 国家新闻局局长与执政党成员-Nasr Taha Mustafa[71]
- 驻黎巴嫩大使-Fayçal Amine Abourrass[72][73]
- 执政党核心成员-Mohamed Saleh Qara'a[71]
- 民权部-Huda al-Baan,退出职位与执政党[74]
- 民权部副部长-Ali Taysir[74]
- 驻阿拉伯联盟代表-Abdel-Malik Mansour[75]
- 驻阿尔及利亚大使-Jamal Awadh Nasser[75] (也门政府否认[76])
- 驻比利时大使-Abdul-Wali al-Shameri[75]
- 驻加拿大大使-Khalid Bahah[來源請求]
- 驻中国大使-Marwan Abdullah Abdulwahab Noman[75] (也门政府否认[76])
- 驻捷克大使-Salem Yahya Alkharejah[75]
- 驻埃及大使-Abdul-Wali al-Shameri[75]
- 驻德国大使-Mohammed Lutf al-Iryani[75]
- 驻印尼大使-Abdulwahed Mohamed Fara[75]
- 驻伊拉克大使-Abdul-Wali al-Shameri[75]
- 驻约旦大使-Shaea Muhssin[75]
- 驻科威特大使-Khaled Sheikh|Dr.Khaled Sheikh[75]
- 驻阿曼大使-Ahmad Daifallah Al-Azeib[75]
- 驻巴基斯坦大使-Abdu Ali Abdul Rahman[75]
- 驻沙烏地阿拉伯大使-Mohammed Ali al-Ahwal[75][77]
- 驻西班牙大使-Salim Yahya al-Kharega;[75] (也门政府否认[76])
- 驻叙利亚大使-Abdel-Wahhab Tawaf[78]
- 驻卡塔尔大使-Yahya Hussain Al-Aarashi[75]
- 驻联合国大使-Abdullah al-Saidi[75][79]
- 西北军区司令-Ali Mohsen al-Ahmar(或Ali Mohsen Saleh)以及他下面的三个旅长:[80][81]
  - 东部分区旅长-Brigadier(Mohammed Ali Mohsen)[81]
  - 驻Omran地区310旅旅长-Hameed Al Koshebi[81]
  - 121旅旅长-Nasser Eljahori[81]
- Hadramout省的6名政府官员，以及内政部50位官员[來源請求]
- 亚丁资深的军官-Abdallah al-Qahdi[82]

### 逮捕和镇压

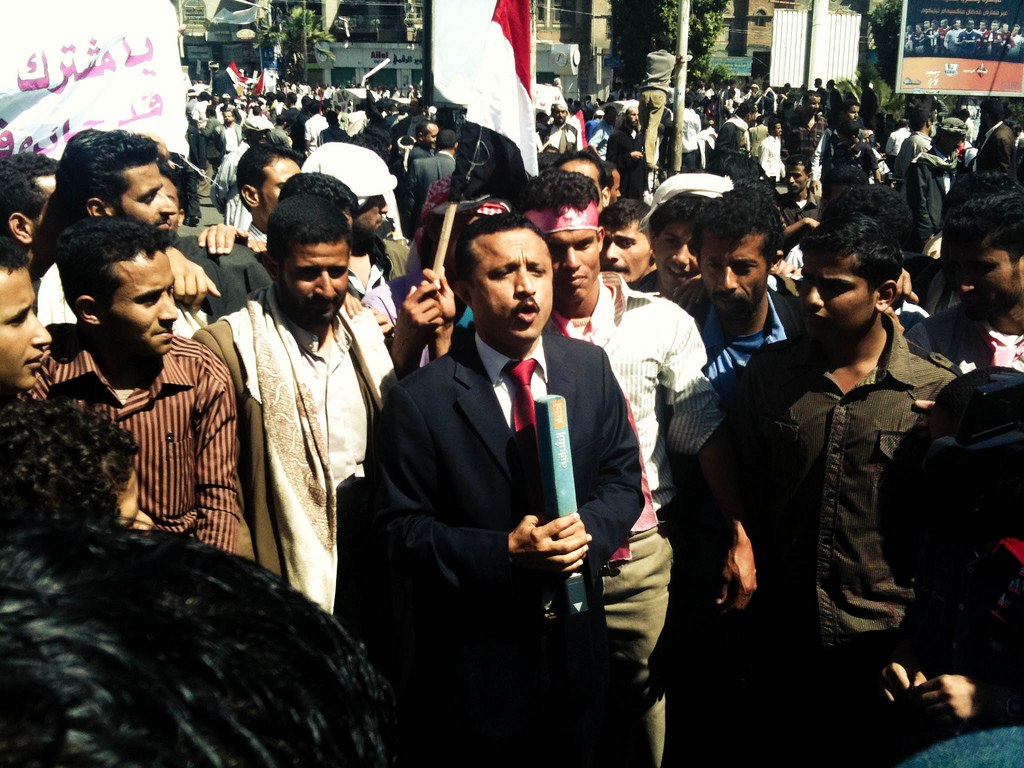
2月3日有关萨那举行的示威活动的电视报道画面，记者站在示威者中间

1月23日，女性人权活动家塔瓦库·卡曼(Tawakel Karman)被以“煽动动乱”和“组织非法的集会和游行”的罪名被拘留。 她是萨那两个学生集会活动号召推翻Saleh政权的领导者。 她的丈夫说他不知道她的下落。 数千人举行示威以抗议逮捕Karman，另外一些抗议者则在检察院大楼前面举行静坐活动表达抗议。数百个学生在萨那大学外面举行抗议要求释放她。 她在被拘留30个小时后获得假释，并被要求不得再违反“公共秩序和法律”。 不过Karman在获释数小时后又继续参与了集会活动。
3月14日，安全部队突袭了一处4个西方记者聚集的地方并驱逐了他们。记者无国界组织谴责该事件，并表示两天前有另外两个外国记者曾遭到了驱逐。保护记者委员会同样谴责之，他们也表示有两个也门记者告诉他们——一组很可能是政府支持者组成的20人，在前一天曾来到位于萨那的记者部门威胁要烧光那里。 他们还说也门记者面临着持续的骚扰活动。

## 国际反应
- 美国：据美国《纽约时报》报道，美国政府已决定停止支持也门总统萨利赫，并正协助安排他下台。美国一些政府官员最近告诉盟友，由于也门国内爆发了广泛的反政府示威，美国认为萨利赫的立场已站不住脚，他们也相信他应该下台。此外，美国要确保在也门的反恐行动不受干扰。[86]
- 英国：2月18日，英国政府宣布鉴于也门动乱取消一些武器出口合同，以避免武器被宗教势力与内部冲突中利用，或者被用于镇压行动。[87] 2月19日，英国外相威廉·黑格说「对于示威者采取“难以接受的暴力”感到『严重关切』」。[88]
- 加拿大：3月6日，加拿大外交事务与国际贸易部表态“外交部周日重申，随着新的政治暴力在中东国家蔓延，加拿大人应该尽快离开也门”。[89]
- 俄羅斯：9月19日，俄外交部呼吁也门当局和反对派停止武力通过谈判解决问题[49]。